# 버티컬 엔터테인먼트
버티컬 엔터테인먼트(영어: Vertical Entertainment)는 미국의 영화 제작사이자 배급사이다. 2012년 리치 골드버그와 미치 버딘이 설립하였다.